# 60-talet f.Kr.

## Händelser
- 60 f.Kr. - Första triumviratet slöts mellan Julius Caesar, Marcus Licinius Crassus och Pompejus den store.

## Födda
- 67 f.Kr. – Sextus Pompejus, romersk politiker och fältherre.
- 64 f.Kr. – Marcus Valerius Messalla Corvinus, romersk militär och statsman.
- 23 september 63 f.Kr. – Augustus, den förste kejsaren av Romerska riket.

## Avlidna
- 63 f.Kr. – Quintus Caecilius Metellus Pius, romersk militär och politiker.